# Livry-Gargan
Livry-Gargan là một xã trong vùng đô thị Paris, thuộc tỉnh Seine-Saint-Denis, vùng hành chính Île-de-France của nước Pháp, có dân số là 37.288 người (thời điểm 1999).

## Các thành phố kết nghĩa
- Fürstenfeldbruck, Đức
- Haringey, Vương quốc Anh
- Cerveteri, Ý
- Almuñécar, Tây Ban Nha